# Instituto Nacional de Eficiência Energética
Instituto Nacional de Eficiência Energética (INEE) é uma organização não governamental sem fins lucrativos. Seu objetivo é promover o aumento da eficiência na transformação e na utilização de todas as modalidades de energia em benefício da economia, do meio ambiente e da maior segurança quanto ao acesso à energia e bem-estar da sociedade.
O INEE constitui um fórum para comunicação entre entidades-chave envolvidas na otimização do uso da energia e procura conscientizar a sociedade com relação às possibilidades de economia de energia e seus benefícios. Procura também reduzir as diversas barreiras de mercado que impedem a implantação de medidas de custo-benefício favorável.